# Кутенай
Кутенай (ктуна́ха) — язык племени кутенай, один из индейских языков, распространенный на юго-востоке Британской Колумбии (5 общин), в северо-западной Монтане и северо-восточном Айдахо (по 1 общине).
В Канаде носители языка живут вместе с салишскими племенами, с которыми состояли в союзе ещё до прихода европейцев. Имеют место значительные по дальности перемещения групп кутенай, в том числе посещение кутенаями США своих канадских традиционных территорий.
При вхождении в контакт с европейцами численность кутенаев определялась в 1 200 человек, которые жили в разнородном иноязычном окружении. Засвидетельствовано значительное позднее культурное влияние кри. Свойственный только для кутенаев «осетровый нос» каноэ предположительно связывает их с эвенками Приамурья.

## История изучения
Первым учёным, обратившимся к языку кутенай, стал основоположник антропологии как научной дисциплины в США Франц Боас, в конце 1880—1890-х много занимавшийся исследованием коренных народов как США, так и Британской Колумбии. В 1918 году вышла книга собранных им и А. Ф. Чемберленом сказок кутенай, где в части, собранной Боасом, для каждой сказки наличествует английский перевод, текст оригинала в научной фонетической транскрипции, и подстрочный перевод на английский.

## Генеалогическая и ареальная характеристика
Кутенай — изолированный язык, то есть его родство с какими-либо другими языками не доказано. Существует гипотеза о его родстве с окружающими его салишскими языками, но неоспоримых доказательств этого родства пока предъявлено не было.
Кутенай распространен в североамериканском макроареале, в т. н. северо-западном ареале, расположенном на западном побережье Северной Америки и простирающемся от северной Британской Колумбии на севере до южного Орегона на юге и до западной Монтаны на востоке.

## Социолингвистическая характеристика
Число носителей языка кутенай сокращается с 1950-х годов, несмотря на увеличение численности одноименного племени, так как многие люди из этого народа переходят на английский язык. Сайт Ethnologue указывает 245 носителей по состоянию на 2016 год, все из которых старше 50 лет, что с высокой вероятностью означает скорую гибель этого языка. Кутенай преподается как второй язык. В качестве центра преподавания языка выделяется Крестон в Британской Колумбии, где преподаётся «нижний» диалект кутенай.
В языке кутенай выделяются две незначительно отличающиеся друг от друга разновидности — верхний и нижний кутенай, названные по их положению вдоль течения реки Кутенай. Нижний кутенай считается более консервативным вариантом языка.

## Письменность
Письменность на основе латиницы. Алфавит: a, a·, ȼ, ȼ̓, h, i, i·, k, k̓, l, ⱡ, m, m̓, n, n̓, p, p̓, q, q̓, s, t, t̓, u, u·, w, w̓, x, y, y̓. В США для обозначения гортанной смычки используется ʾ, в Канаде — ʔ.

## Фонология
Ниже приведена звуковая система языка кутенай (с сайта Language Greek, система, отличная от IPA)

### Гласные
|          | Передние | Центральные | Задние |
| -------- | -------- | ----------- | ------ |
| Закрытые | i / i·   |             | u / u· |
| Открытые |          | a / a·      |        |

### Согласные
|                                | Губно-губные | Альвеолярные | Латеральные | Альвеолярные аффрикаты | Палатальные | Велярные | Увулярные | Глоттальные |
| ------------------------------ | ------------ | ------------ | ----------- | ---------------------- | ----------- | -------- | --------- | ----------- |
| Глухие взрывные                | p            | t            |             | ȼ                      |             | q        | k         | ʔ / ʾ       |
| Эйективные                     | p̓            | t̓            |             | ȼ̓                      |             | k̓        | q̓         |             |
| Глухие фрикативные             |              | s            | ⱡ           |                        |             | x        |           | h           |
| Носовые                        | m            | n            |             |                        |             |          |           |             |
| Глоттализованные назальные     | m̓            | n̓            |             |                        |             |          |           |             |
| Аппроксиманты                  | w            |              | l           |                        | y           |          |           |             |
| Глоттализованные аппроксиманты | w̓            |              |             |                        | y̓           |          |           |             |

## Типологическая характеристика

### Степень свободы выражения грамматических значений
Кутенай является полисинтетическим языком, что в целом характерно для языков североамериканского макроареала.
```
ȼ̓i-n-yaxa-q̓ wu-n, hu-n  ʔiɬwa-ni
INCEP-идти-принести-свежая.дичь-2 1-PM застрелить-IND
«Пойди принеси свежую дичь, я [что-то] застрелил».
[
6
]
```

### Характер границы между морфемами
Кутенай — агглютинативный язык, то есть одна морфема, как правило, не может сочетать в себе несколько грамматических значений.
При этом морфемы множественного числа для первого и второго лица отличаются, в чём можно было бы усмотреть кумуляцию в них значений лица и числа. Однако такие морфемы не могут заменять собой отдельную личную морфему, а лишь дополнять её, как видно из следующего примера.
```
wukat-is-ni | Wukat-is-kiɬ-ni.
видеть-2-IND | видеть-2-2Pl-IND
«[Он/она/оно/они] увидел(и) тебя |  увидел(и) вас».
[
7
]
```

### Локус маркирования
В посессивной именной группе локус маркирования вершинный, то есть специальный показатель посессивности появляется у обладаемого.
```
s-aɬtit-ni ʔa-qaɬ-s  swin-ʔis-is.
CON-быть.женатым-IND NSB-облако-OBV дочь-3POS-OBV.
«Он был женат на дочери облака».
[
8
]
```

В предикации определить стратегию маркирования не так просто, так как в кутенай имеется несколько вариантов согласования между глаголом и аргументами. Однако релевантными в данном случае стоит считать случаи, когда аргументы выражены существительными. Если только один (или единственный) из аргументов глагола выражен существительным, то он будет располагаться после глагола, и ни на нем, ни на глаголе отношения между ними не будут морфологически выражены.
```
ȼxa-ni niʔ nasuʔkin
говорить-IND DET вождь
«Вождь говорил».
[
9
]
```

Однако если два аргумента глагола выражены существительными, то на одном из них появляется морфологический показатель обвиатива — участника ситуации с более низким статусом, чем у немаркированного главного участника. Таким образом агенс можно отличить от пациенса. Такие случаи можно считать примерами зависимостного маркирования.
```
wukat-i	paɬkiy-s		titqat̓
видеть-IND	женщина-OBV	мужчина
«Мужчина увидел женщину».
[
10
]
```

Порядок аргументов в предложении можно поменять без изменения смысла, что подтверждает, что на роли аргументов указывает исключительно обвиатив.
```
wukat-i	titqat̓	 	paɬkiy-s
видеть-IND	мужчина	женщина-OBV
«Мужчина увидел женщину».
[
11
]
```

### Ролевая кодировка
Для определения ролевой кодировки следует рассмотреть три предложения: с переходным глаголом, с активным и с пассивным аргументом непереходного глагола.
- Аргументы переходного глагола:

```
Wukat-i	paɬkiy-s		titqat̓
видеть-IND	женщина-OBV	мужчина
«Мужчина увидел женщину».
[
10
]
```

- Активный аргумент непереходного глагола:

```
ȼxa-ni			niʔ	nasuʔkin
говорить-IND		DET	вождь
«Вождь говорил».
[
9
]
```

- Пассивный аргумент непереходного глагола:

```
qaɬ	ʔakmuxu-s		waɬunak-ʔis	niʔ	watak
PTCL	выпадать-OBV	язык-3POS	DET	лягушка
«Лягушка высунула язык», досл. «лягушкин язык выпал».
[
12
]
```

Показатель обвиатива в последнем случае вызван присутствием посессивной конструкции «язык(обв.) лягушки(прокс.)». В остальном предложение аналогично предложению с активным единственным аргументом. Предложение с двухместным глаголом отличается наличием у пациенса показателя обвиатива. Из этого можно сделать вывод, что кутенай обладает аккузативной ролевой кодировкой.

### Базовый порядок слов
Однозначно на вопрос о том, какой порядок слов является базовым в кутенай, ответить сложно, поскольку порядок слов в предложении в значительной степени свободный и зависит скорее от дискурсивных и прагматических факторов. Морган (1991) указывает VOS как наиболее частотный порядок и VSO как несколько менее частотный. Однако даже примеры с порядком VOS единичны, поскольку в наиболее типичных предложениях на языке кутенай лексический субъект и лексический объект не встречаются в одной клаузе. Субъект чаще всего представлен проклитическим (или, в случае императива, энклитическим) личным местоимением, а не свободно переместимой именной группой.
Пример фразы с порядком VOS:
```
qa-ki-ɬ-ni ʔaɬȼkiɬ-ʔis niʔ niȼtahaɬ-nana
так-сказать-DI-IND сестра-3POS DET молодой.мужчина-DIM 
[
13
]

«Маленький мальчик сказал своей сестре»
```

## Пример текста
Katitoe naitle naite,
akiklinais zedabitskinne wilkane.
Nishalinne oshemake kapaik akaitlainam.
Inshazet luité younoamake yekakaekinaitte.
Konmakaike logenie niggenawaishne naoisaem miaitéhe.
Kekepaime nekoetjekoetleaitle ixzeai,
Iyakiakakaaike iyazeaikinawash kokaipaimenaitle.
Amatikezawês itckkestshimmekakkowêlle akatakzen.
Shaeykiakakaaike.

## Список использованных глосс
3POS — суффикс принадлежности третьему лицу
BEN — бенефактив
CON — континуальный аспект
DET — детерминатив
DI — суффикс битранзитивного глагола
DIM — уменьшительный суффикс
INCEP — инцептив
INVERSE — обратная конструкция
IND — изъявительное наклонение
NSB — основа существительного (для случаев, когда корень существительного обязан быть инкорпорирован или может интерпретироваться как суффикс)
OBV — обвиатив
PM — маркер предиката